# シンシナティ美術館
シンシナティ美術館（シンシナティびじゅつかん 英: Cincinnati Art Museum）は、アメリカ合衆国のオハイオ州シンシナティにある同国で最も古い美術館の一つである。所在地はエデンパーク（英語）地区。 
1881年に創立された。美術品収集に特化した施設としてはアレゲーニー山脈より西の第1号である。総点数6万7000件超の収蔵品は人類史6000年にわたり、中西部で最も包括的なコレクションの1つである。

## 沿革

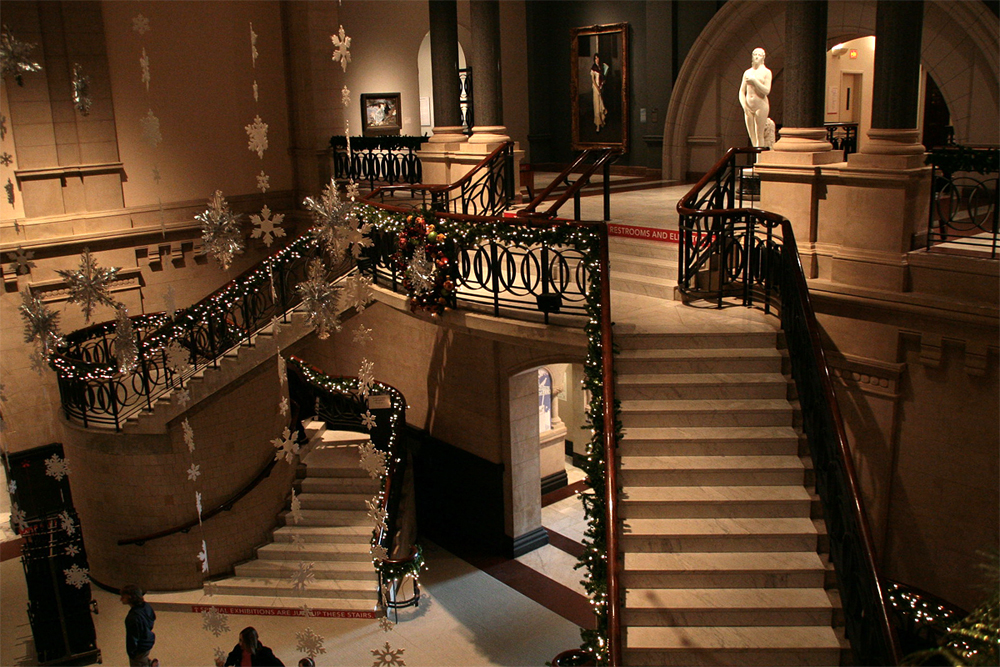
館内

19世紀後半、公設の美術館はまだ社会に根付いておらず、ことにシンシナティなど東海岸地方から離れた地域では珍しかった。フィラデルフィアでアメリカ建国百周年の博覧会が成功を収めると（1876年）、シンシナティに美術館女性協会（Women's Art Museum Association）が組織され、地域住民のために専門美術館を創設する準備が始まった。やがて支持する声が高まり、1881年には「シンシナティ美術館協会」（Cincinnati Museum Association）が創設される。初期の展示空間は独自の施設を持たず、オーバー・ザ・ライン地区（英語版）のシンシナティ音楽堂南棟を借りて美術館は発足した。エデン・パーク通りに美術館の建物が竣工、1886年5月27日に盛大な記念式典を迎えた。敷地内には翌1887年11月、マクミッキン美術学校が転入し（McMicken School）、「シンシナティ美術学校」と改称する。
当館はその草創期から地域社会の手堅い支援を受けることができた。著名な市民が何名も巨額の寄付を申し出ており、財界人のメルヴィル・E・インゴールズ（Melville E. Ingalls（英語））から収蔵品総数を大幅に増やす財政援助を受けると、数次にわたって施設を増改築していく。
施設拡充計画は、1907年に完成した「シュミドラプ棟」（Schmidlapp Wing）を追うように「エマーリー棟」（Emery Wing）、1930年代のハナ棟、フランス美術棟が続き、かつての中庭を取り込んで増築を重ねるうち建物は長方形になって現在に至る。こうしてアメリカ、ヨーロッパ、アジアの収蔵品を展示できる空間が確保された。
かつて高い天井を誇った大展示室（Great Hall）は、1940年代後半から1950年代前半の改築で2層に作り変えて、現在の正面玄関とホールが形成された。アダムズ=エマーリー棟（1965年 Adams-Emery wing）が完成すると、常設展と特別展それぞれの専用の空間の床面積が増して、講堂や会議室など設備はさらに拡充した。
1300万アメリカドルを費やした内装工事が1993年に完了すると、壁の中に隠れていた装飾が再発見された。この工事は当館の特徴をなす「大展示室」の構造を改めるために行われ、さらに展示室の新設、照明と空調の設備更新も含まれた。増床後、特別展示室は大掛かりな展覧会の開催に十分な約10,000平方フィート (930 m2)を占めている。
シンシナティ美術学校との経営分離案は1998年に理事会を通過した。学校が正式にオーバー・ザ・ラインの施設へ転出するのは2005年を待つことになる。
21世紀を迎える頃に当館の収蔵品総数は6万件を上回り、現在はオハイオ州最大を数える。2003年に広々とした「シンシナティ棟」を開くと、この都市圏がアメリカ美術史に果たした役割を初めて網羅的に紹介した。広域シンシナティとの絆は深まって、市民がよく足を運ぶようになった。また資金をロイス&リチャード・ローゼンタール財団から受け、2003年5月17日以降は特別展を除く展覧会の入館料を無料に変えた。

### 屋外展示施設
当館があるウォールナット・ヒルズにはシンシナティ劇場（Cincinnati Playhouse）も建つ。2020年6月時点はエデンパーク通りとギルバート街の交差点近くから美術館の正面玄関までの高低差を活用し、一帯の動線を組み直す大規模な改修が進行中。経路上に新たに設ける屋外施設は〈アートの上り坂〉（Art Climb）と名付け、複数の層で構成して市民活動と芸術の舞台となる計画である。完成すると美術館の敷地を外部へ開き周辺の地域と結びながら、野外展示に適した作品の展示スペースが確保できる。

## 運営

### 観覧料と開館時間
館内の常設展示室73室は無料で観覧でき、家族向けに双方向体験を提供する「ローゼンタール教育センター」（REC＝Rosenthal Education Center）も利用料金はかからない。運営資金はリチャード&ロイス・ローゼンタール財団、トーマス・J・エマーリー寄付金およびシンシナティ・ファイナンシャルとシンシナティ保険会社合同基金から拠出される。教育プログラムには有償の企画もあって、料金は大人と子供に分かれる。特別展の観覧券は企画ごとに異なる。
開館時間
- 連日午前11時から午後5時まで。木曜日のみ午後8時まで開館[9]。
- 月曜日は休館[9]。

駐車場
- 無料

### 運営基金
美術館の運営基金は8000万ドル（2008年）から7000万ドル（2011年）まで縮小したが、不況前の水準まで短期間に回復すると2014年に8700万ドルを計上した。

## コレクション
いわゆる泰西名画を収集し、含まれる画家（一部）は以下のとおり。
- ホルヘ・イングレス（en）
- サンドロ・ボッティチェッリ『ホロフェルネスの頭を持つユディト』
- マッテオ・ディ・ジオヴァンニ（英語）
- ドメニコ・ティントレット（英語版）『Portrait of Venetian dux Marino Grimani』
- マッティア・プレーティ
- ベルナルド・ストロッツィ『David with the head of Goliath』
- フランス・ハルス
- バルトロメ・エステバン・ムリーリョ『St. Thomas of Villanueva』
- ピーテル・パウル・ルーベンス 『サムソンとデリラ』
- アールト・ファン・デル・ネール

また近現代の次の画家の作品も揃う。
- ジャン＝バティスト・カミーユ・コロー
- ピエール＝オーギュスト・ルノワール）
- カミーユ・ピサロ
- クロード・モネ（「Rocks At Belle Isle」）
- フィンセント・ファン・ゴッホ
- パブロ・ピカソ

点数が多い作家に、アメリカのフランク・ドゥフェネクがある。
当館の装飾美術や工芸品は7千点を超え、以下の作家を含む。
- ポール・ド・ラメリー、イギリス（d:Q1751768）
- Karen LaMonte、アメリカ（d:Q6369810）
- 白山谷喜太郎（Kitaro Shirayamadani (d:Q6375179) 日本出身の陶磁器画工、アメリカで活動した。
- Jean-Pierre Latz　ドイツ系アメリカ人の家具職人（d:Q6169920）

その他大勢。

## ギャラリー

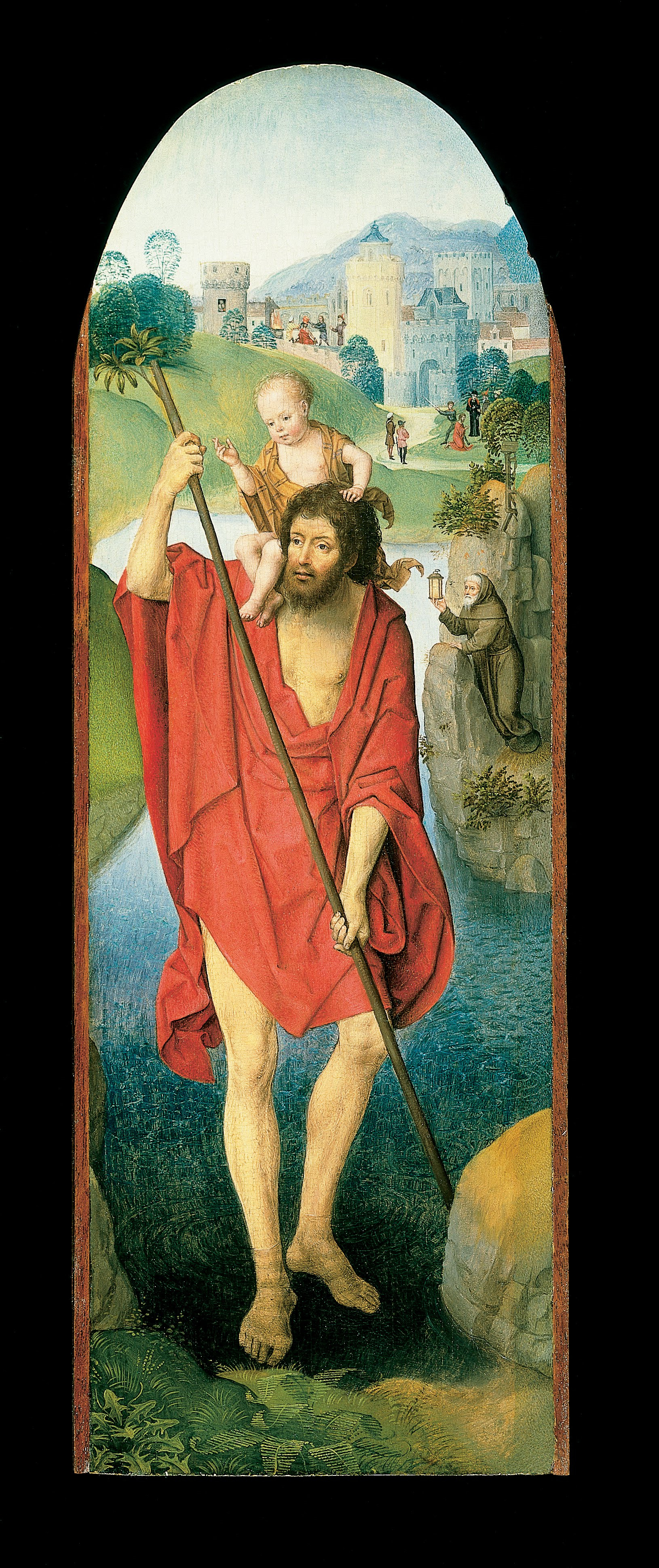
ハンス・メムリンク Saint Christopher (1433-1494)
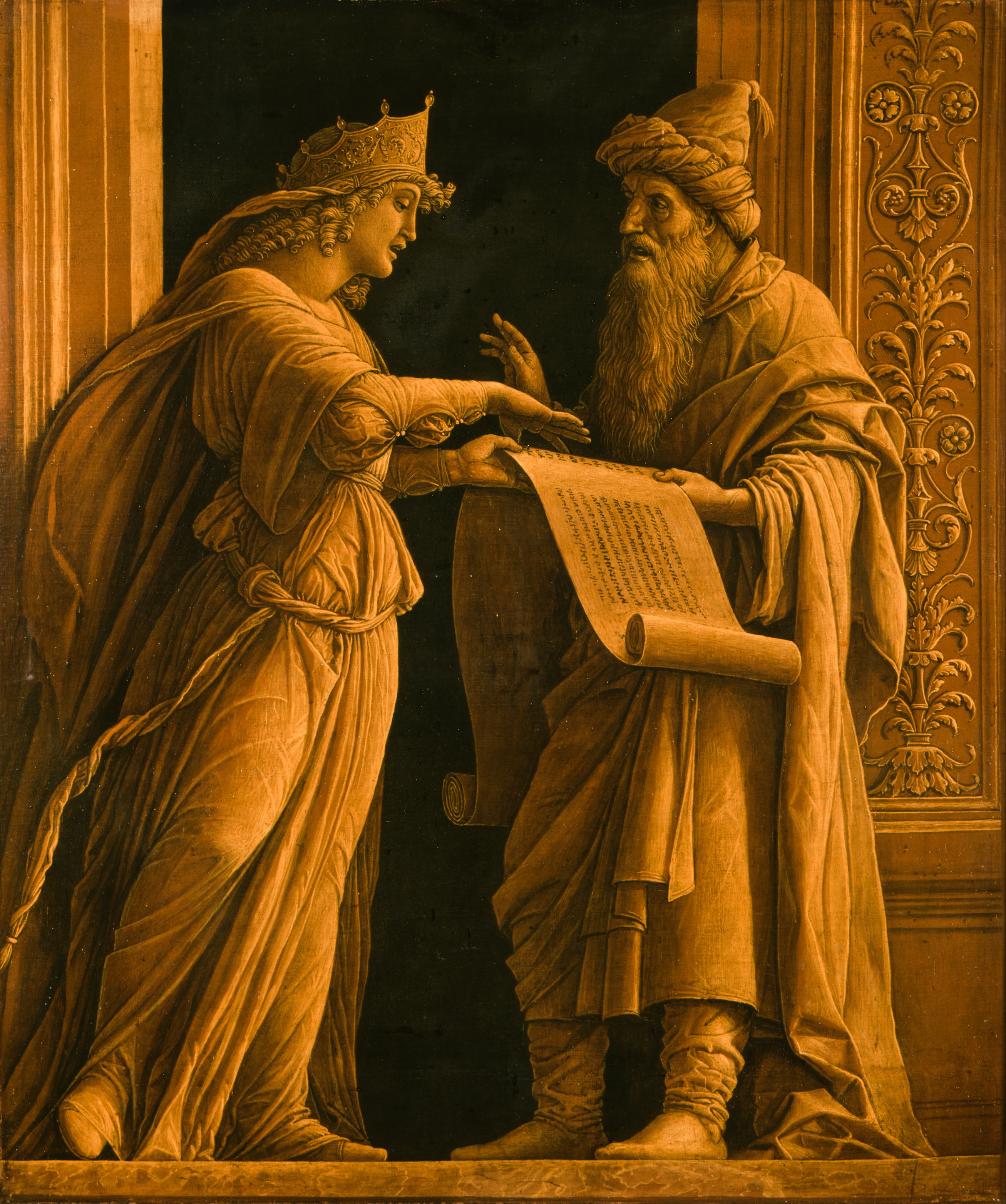
アンドレア・マンテーニャ Sibilla e profeta （イタリア語） (1495-1500)
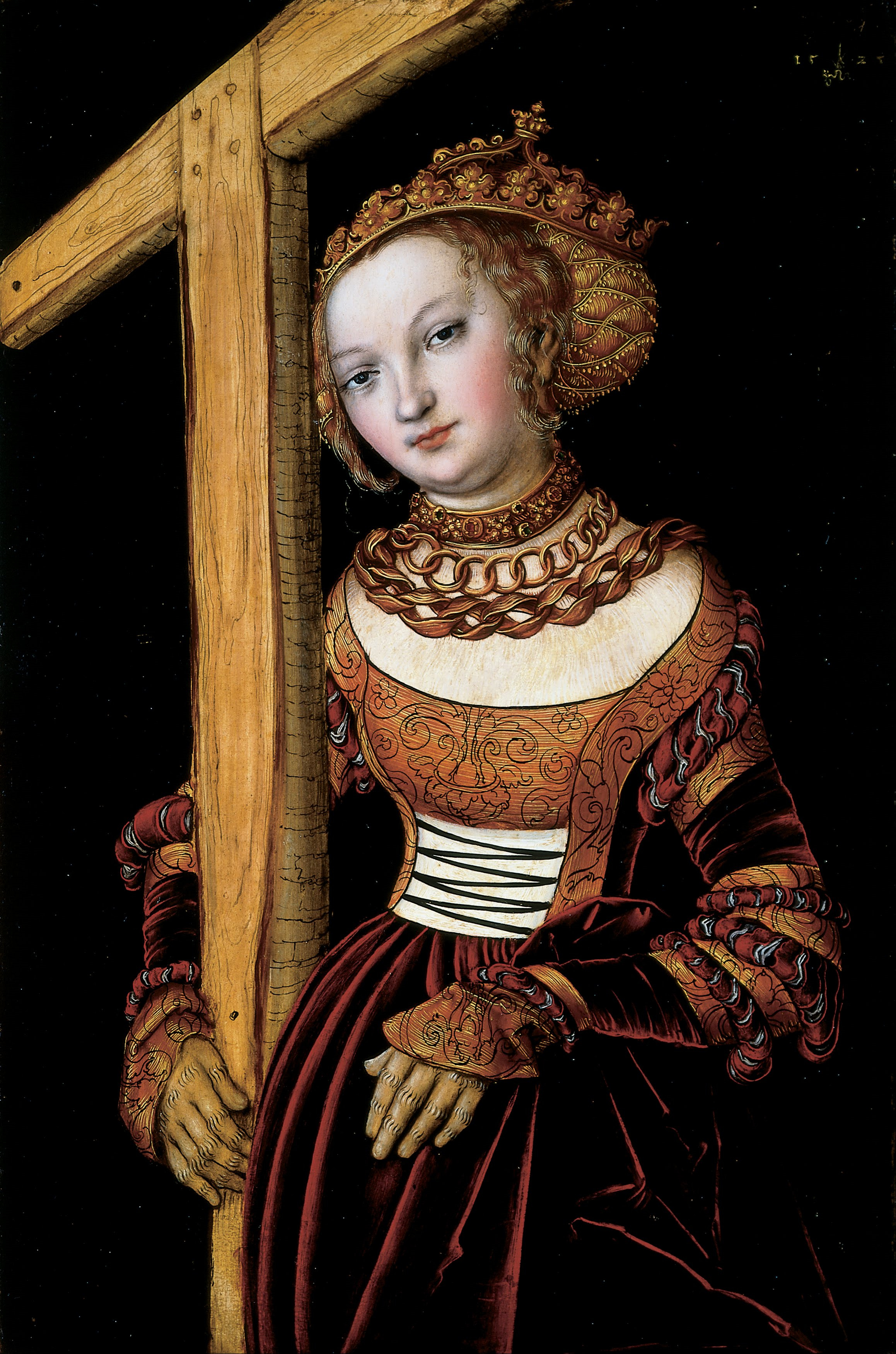
ルーカス・クラナッハ Saint Helena with the Cross (1525)
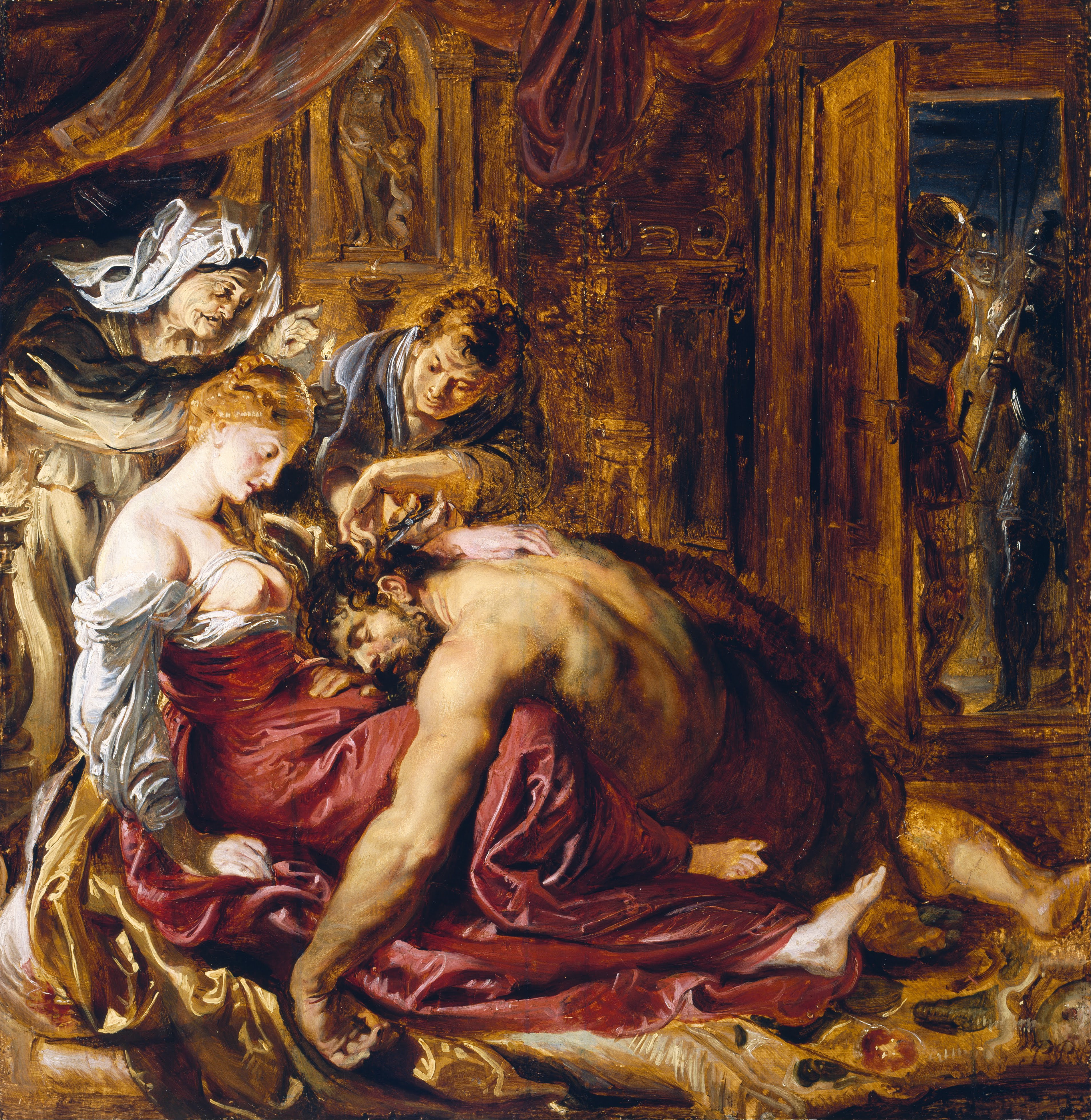
ピーテル・パウル・ルーベンス 『サムソンとデリラ』 (1604-1614)
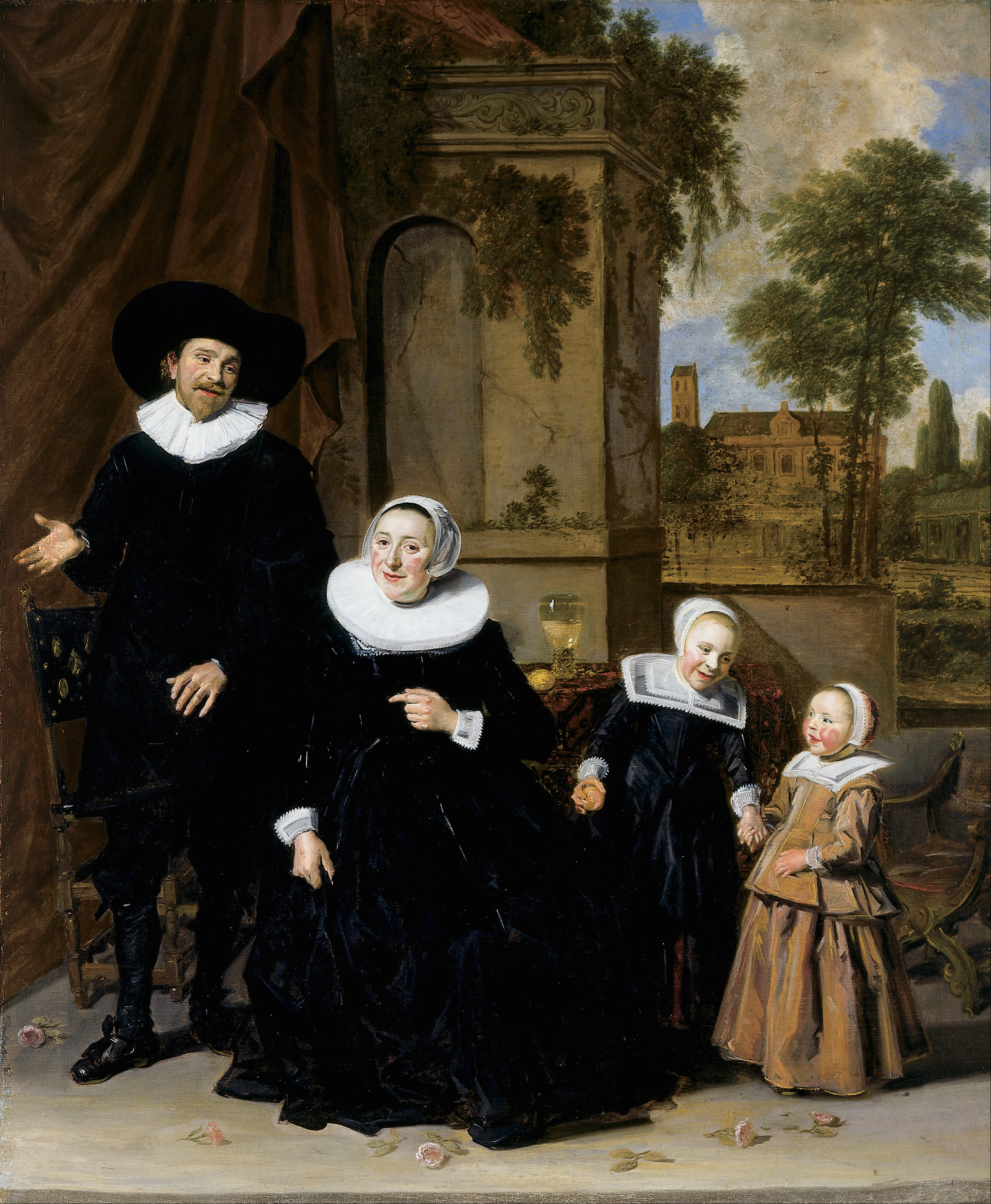
フランス・ハルス Portrait of a Dutch Family (1633-1636)
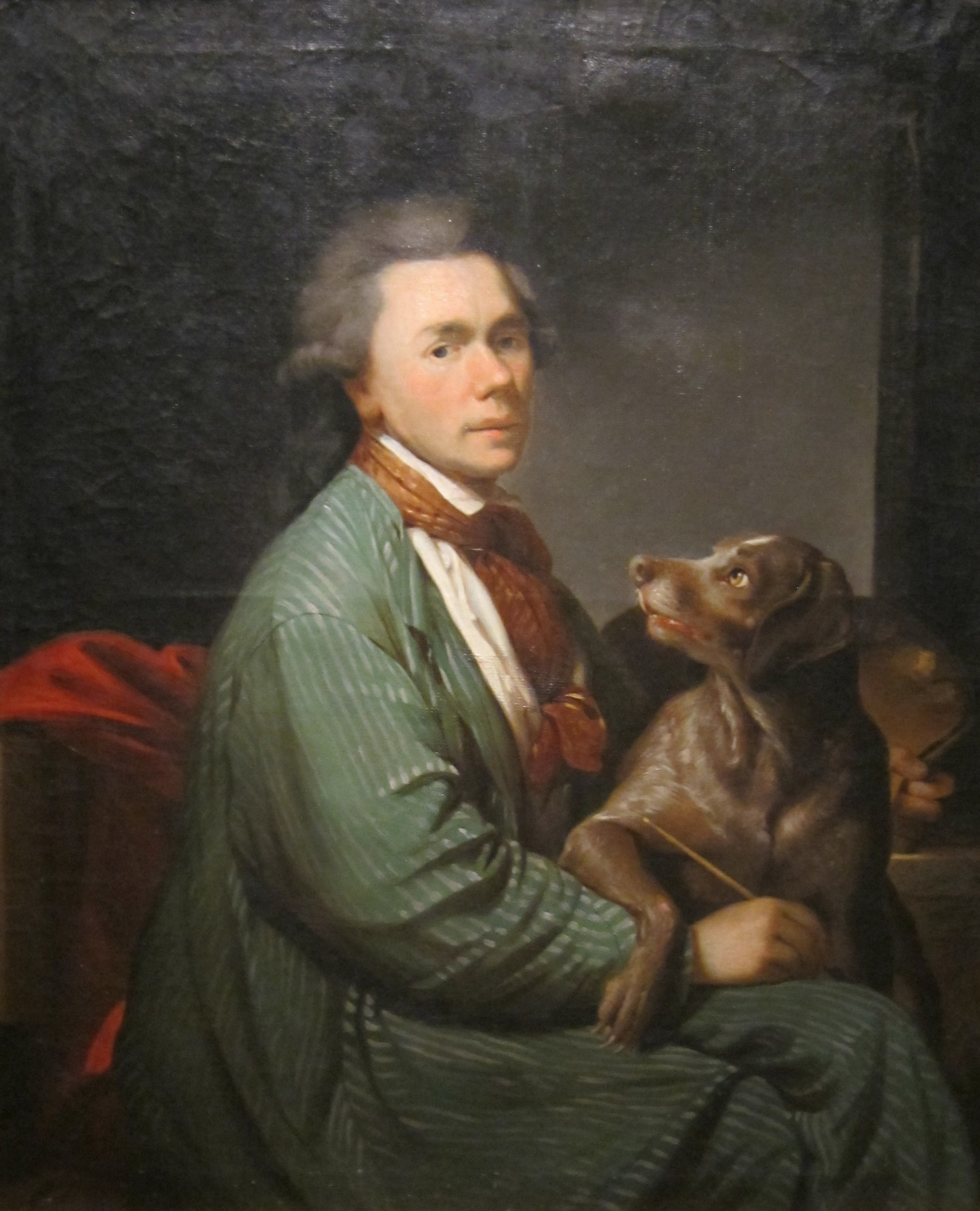
Martin Ferdinand Quadal Self-portrait (1788)
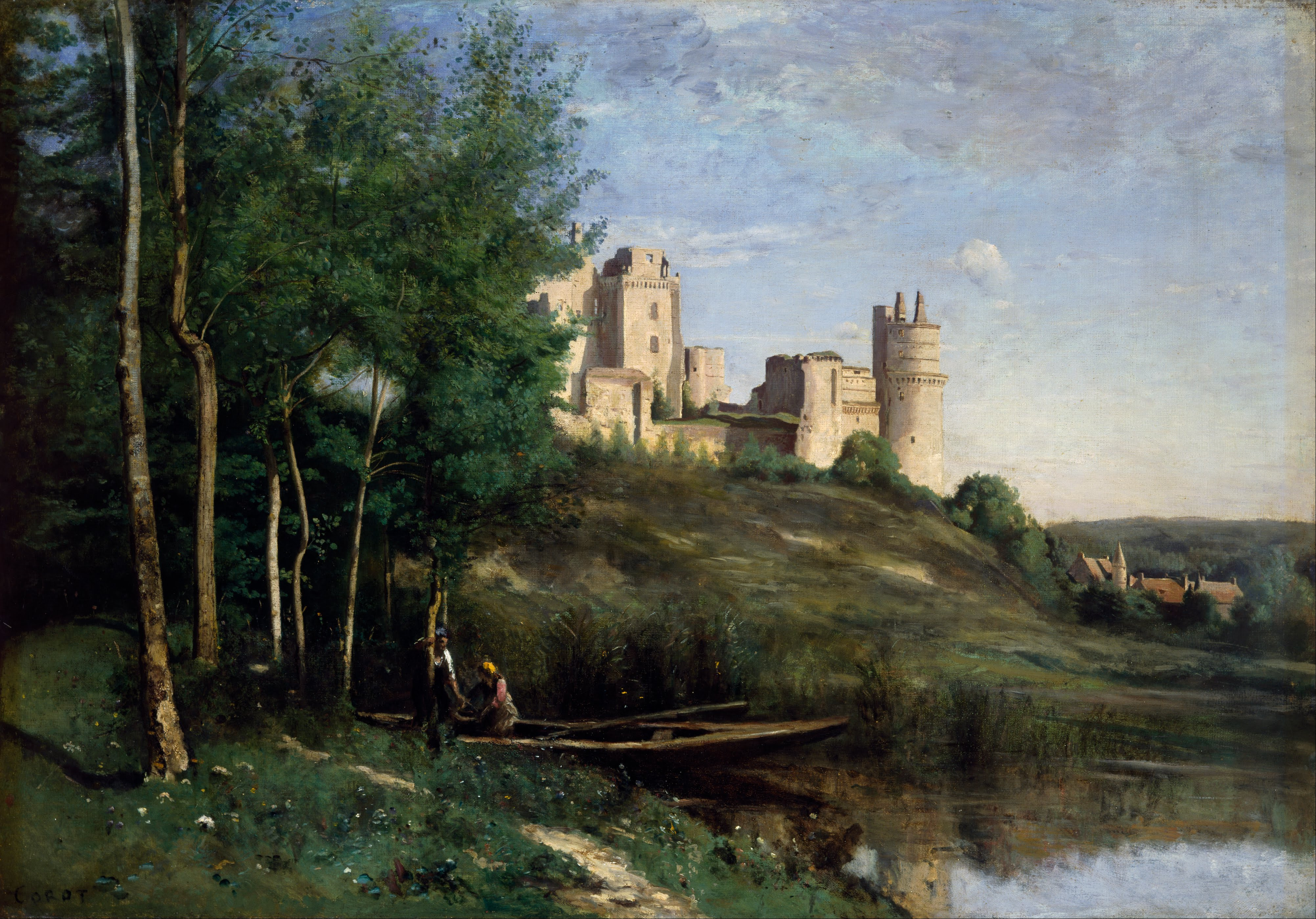
ジャン＝バティスト・カミーユ・コロー Ruins of the Château de Pierrefonds (1825-1872)
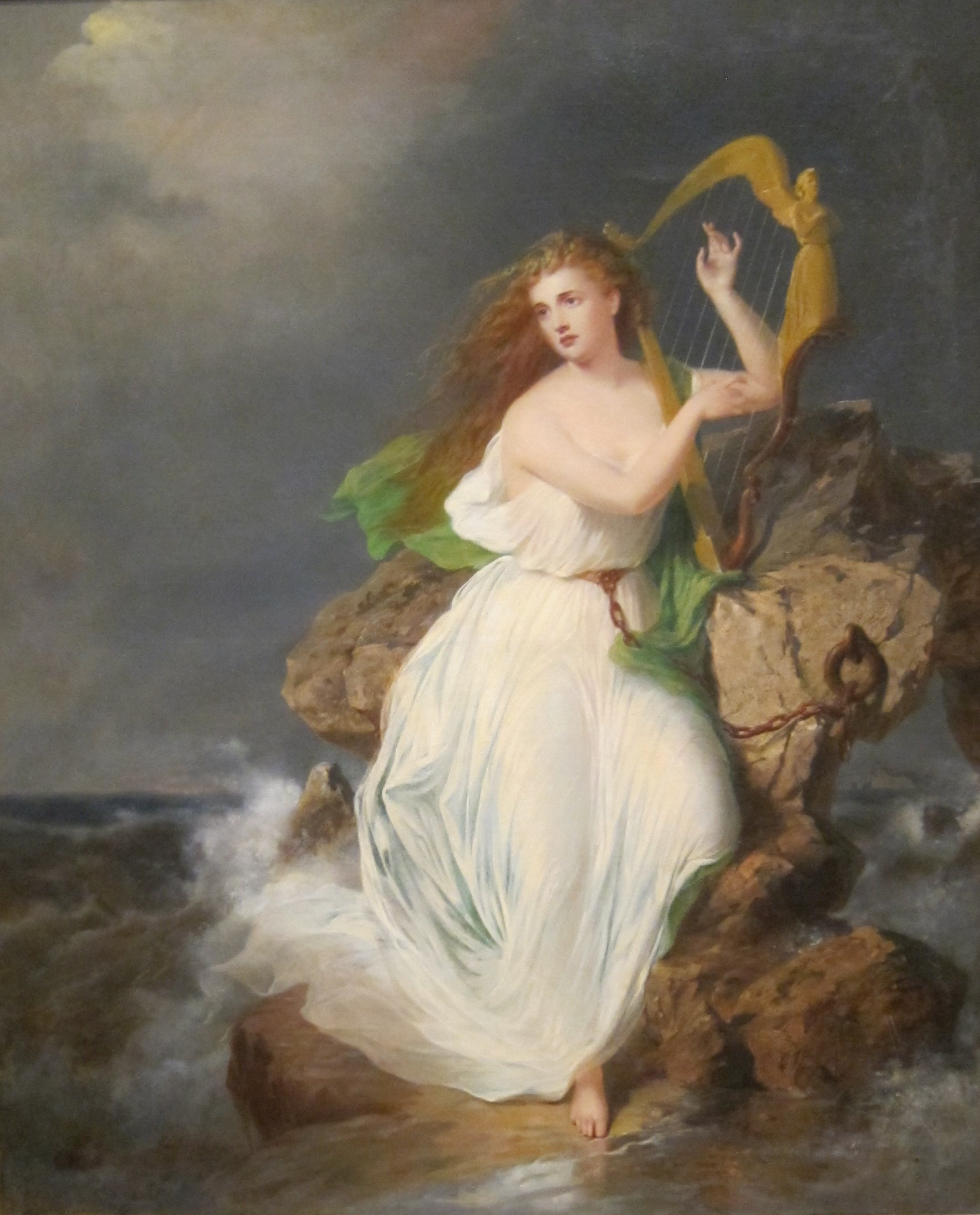
トマス・ブキャナン・リード The Harp of Erin (1867)
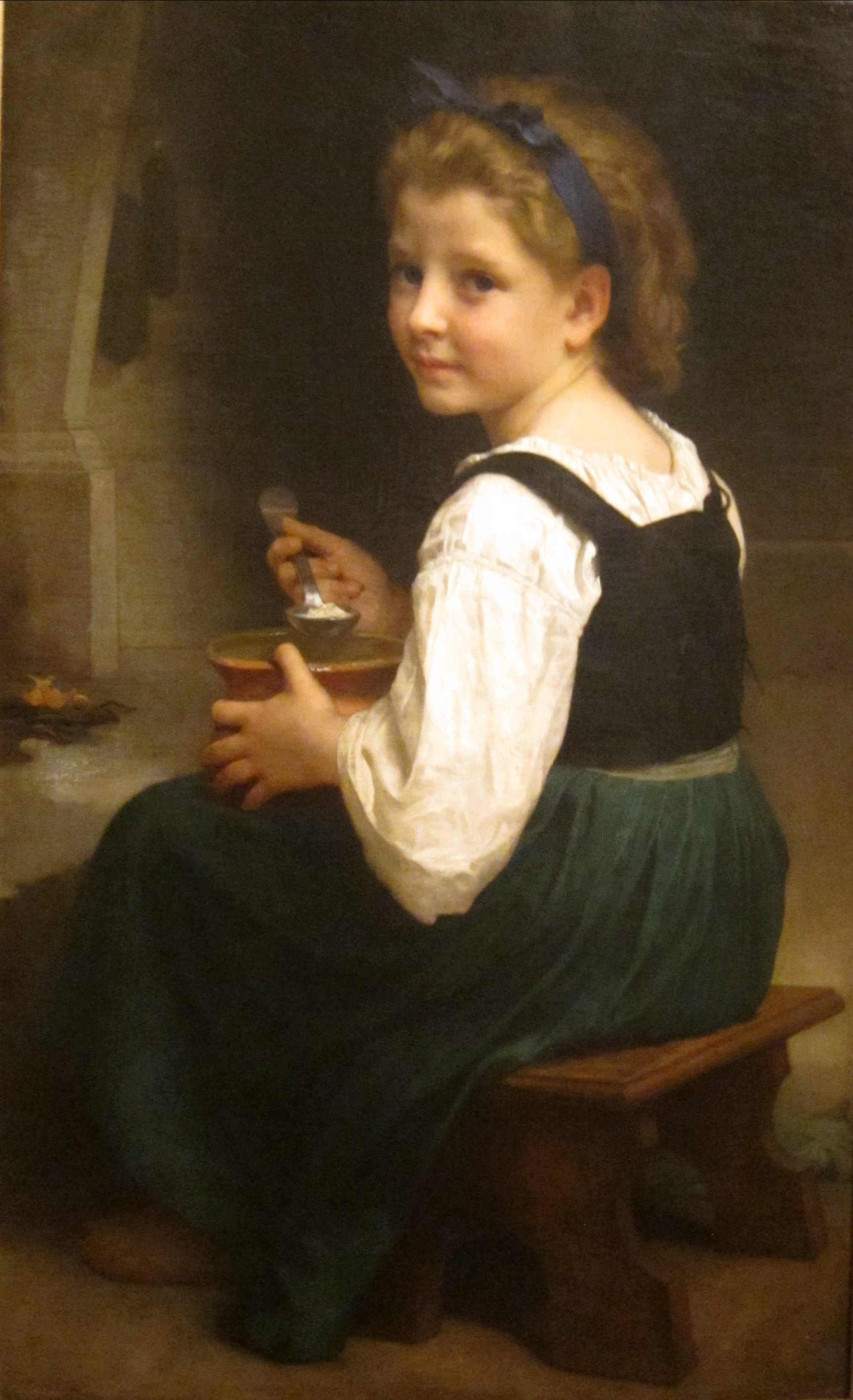
ウィリアム・アドルフ・ブグロー Girl Eating Porridge (1874)
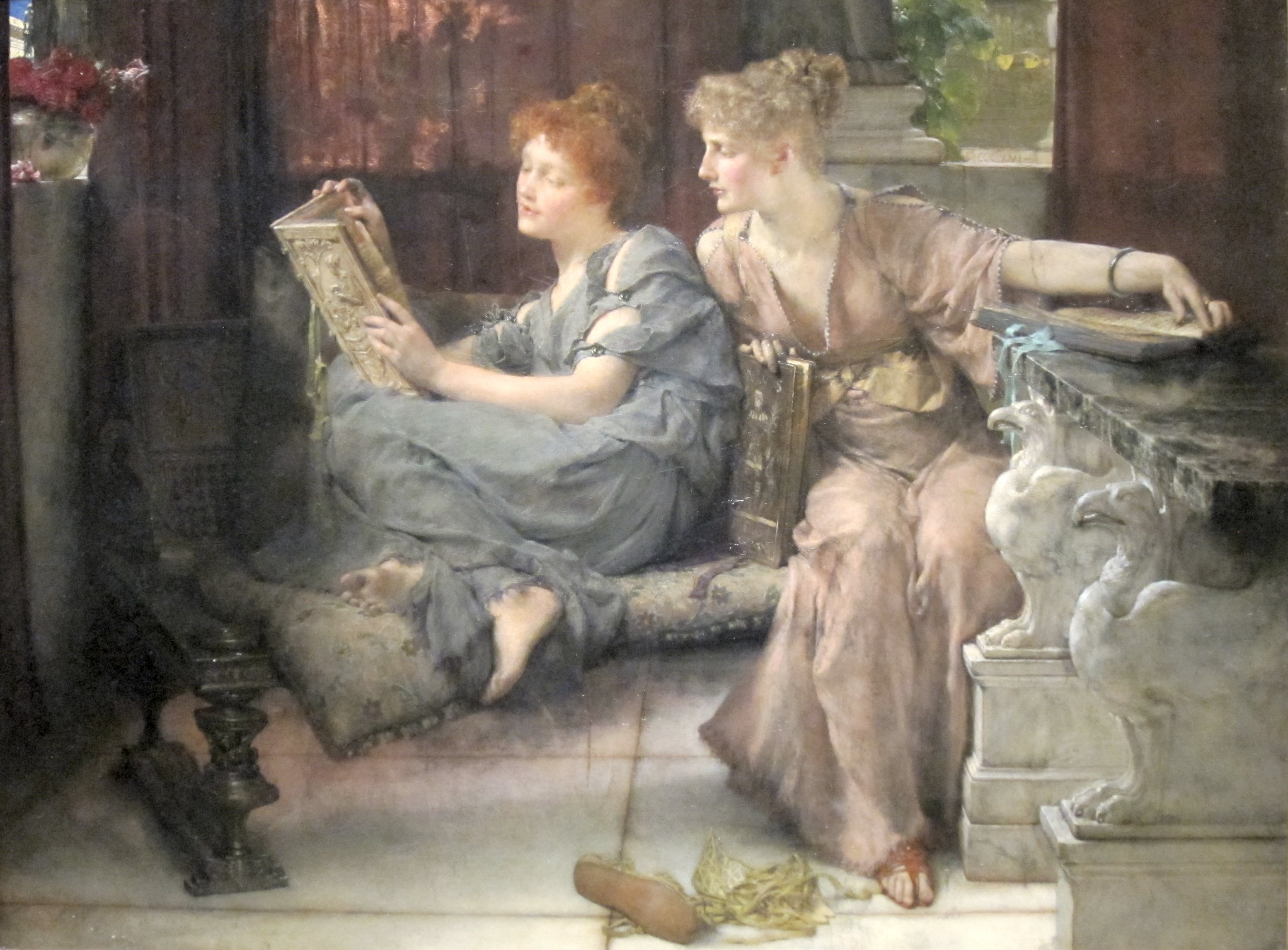
ローレンス・アルマ＝タデマ Comparison (1892)
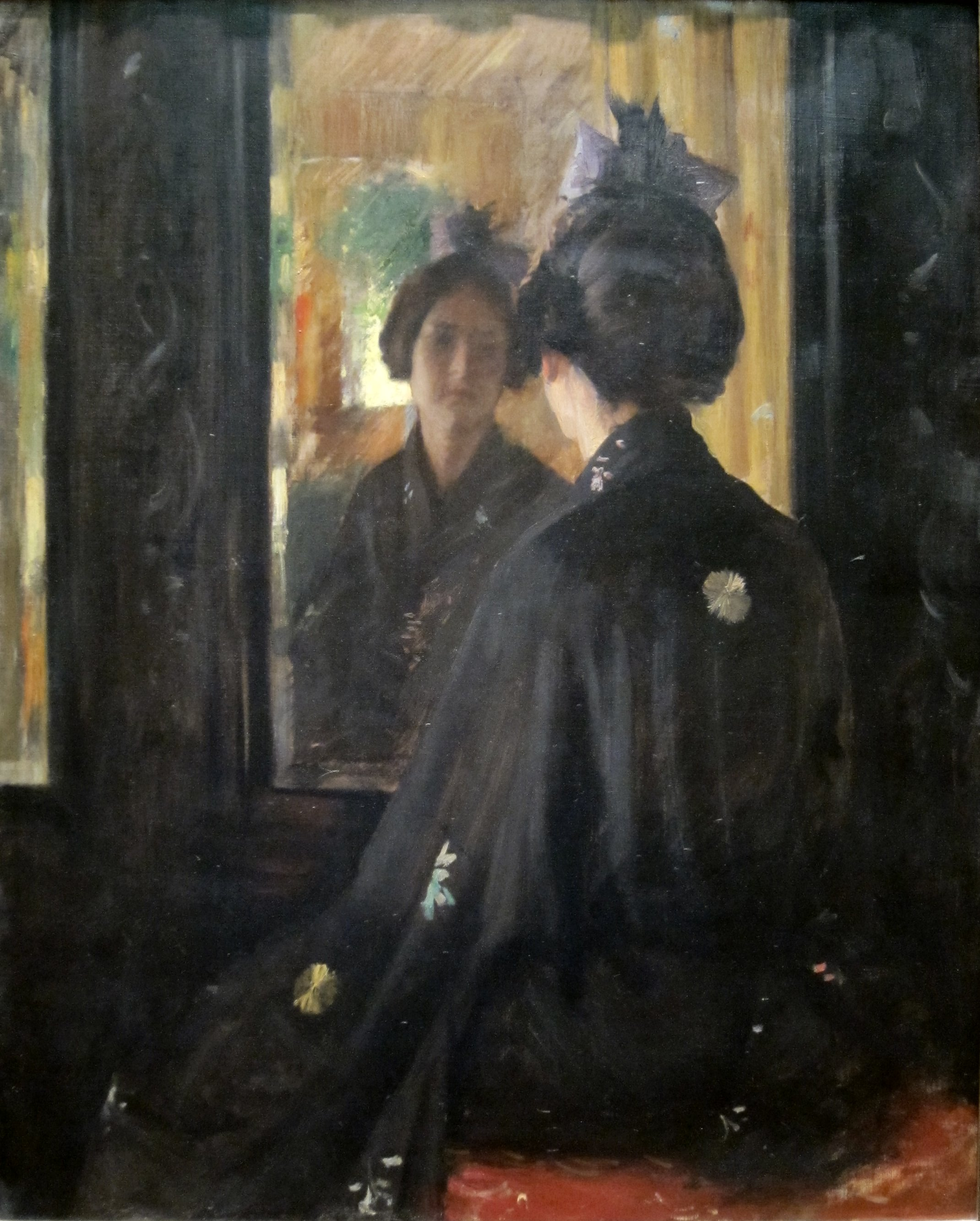
ウィリアム・メリット・チェイス The Mirror (1900前後)
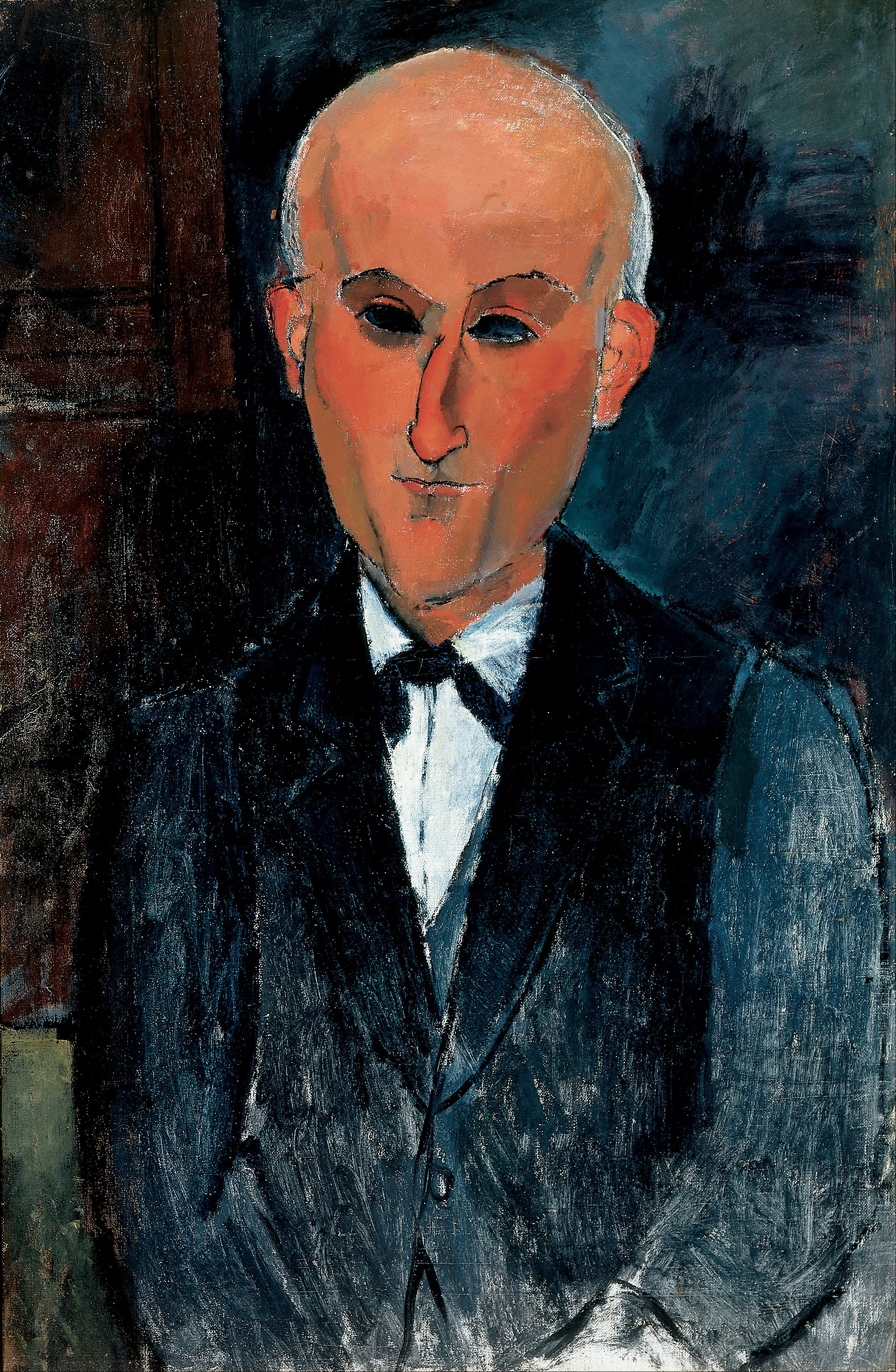
アメデオ・モディリアーニ 『マックス・ジャコブ』 (1911-1921)
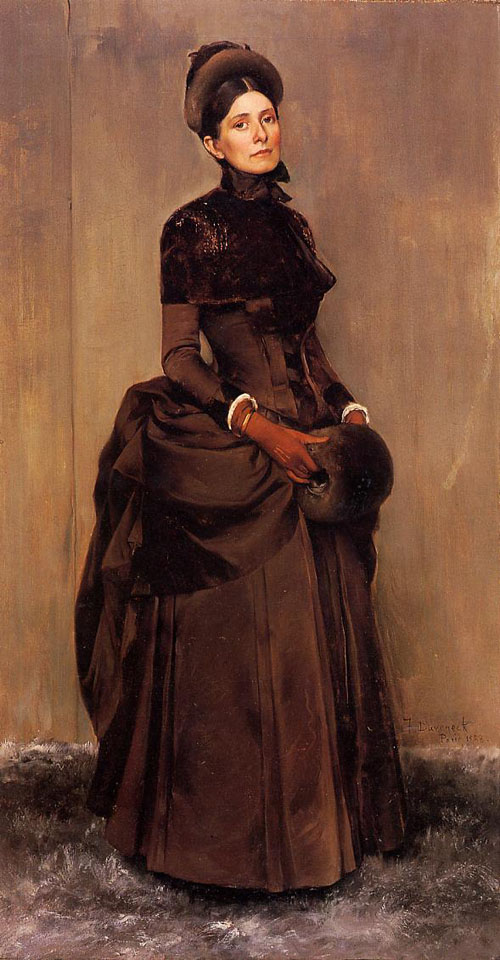
フランク・ドゥフェネク Elizabeth B. Duveneck (1887)
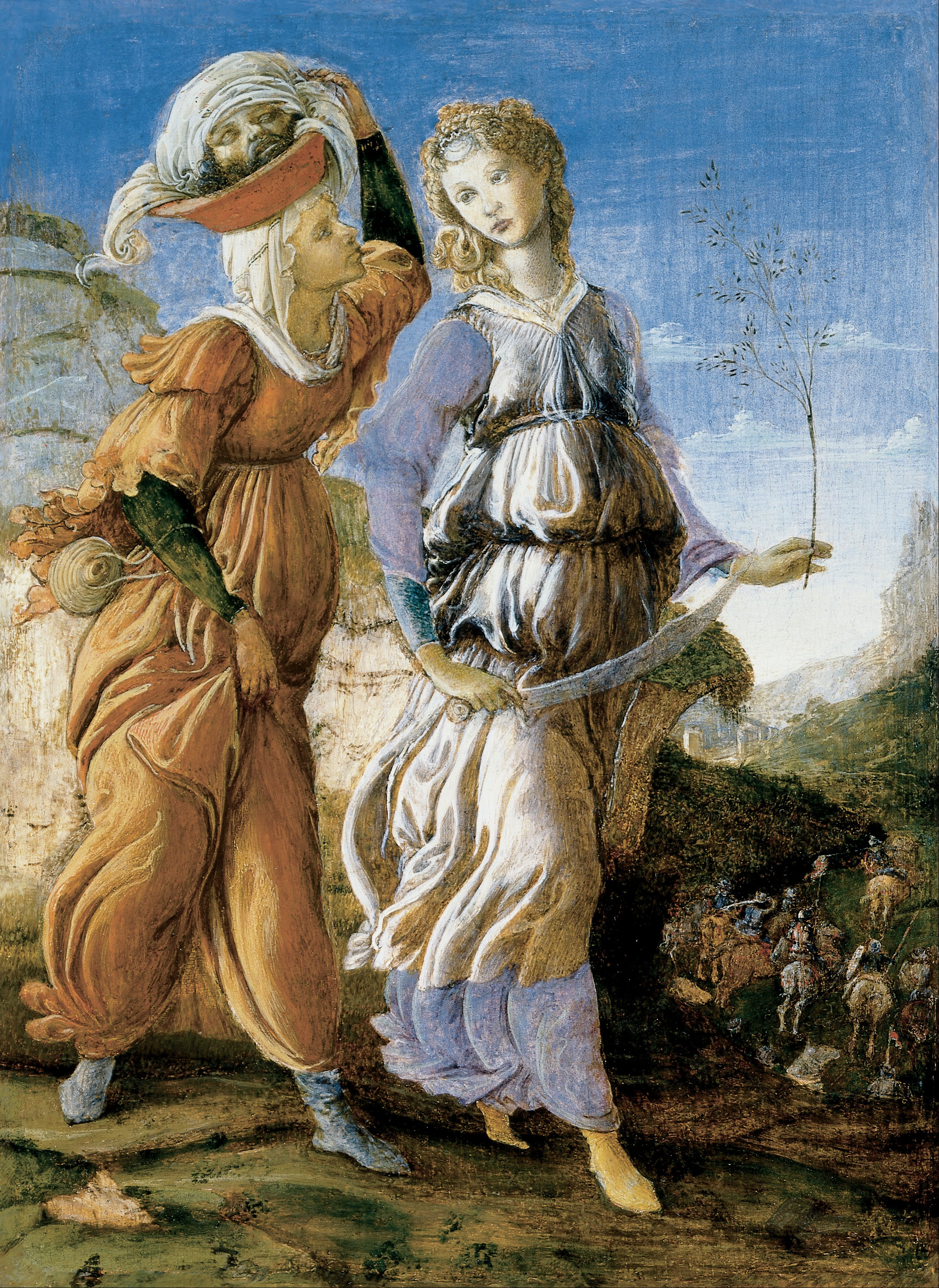
サンドロ・ボッティチェッリ 『ホロフェルネスの頭を持つユディト』 (1464-1475)
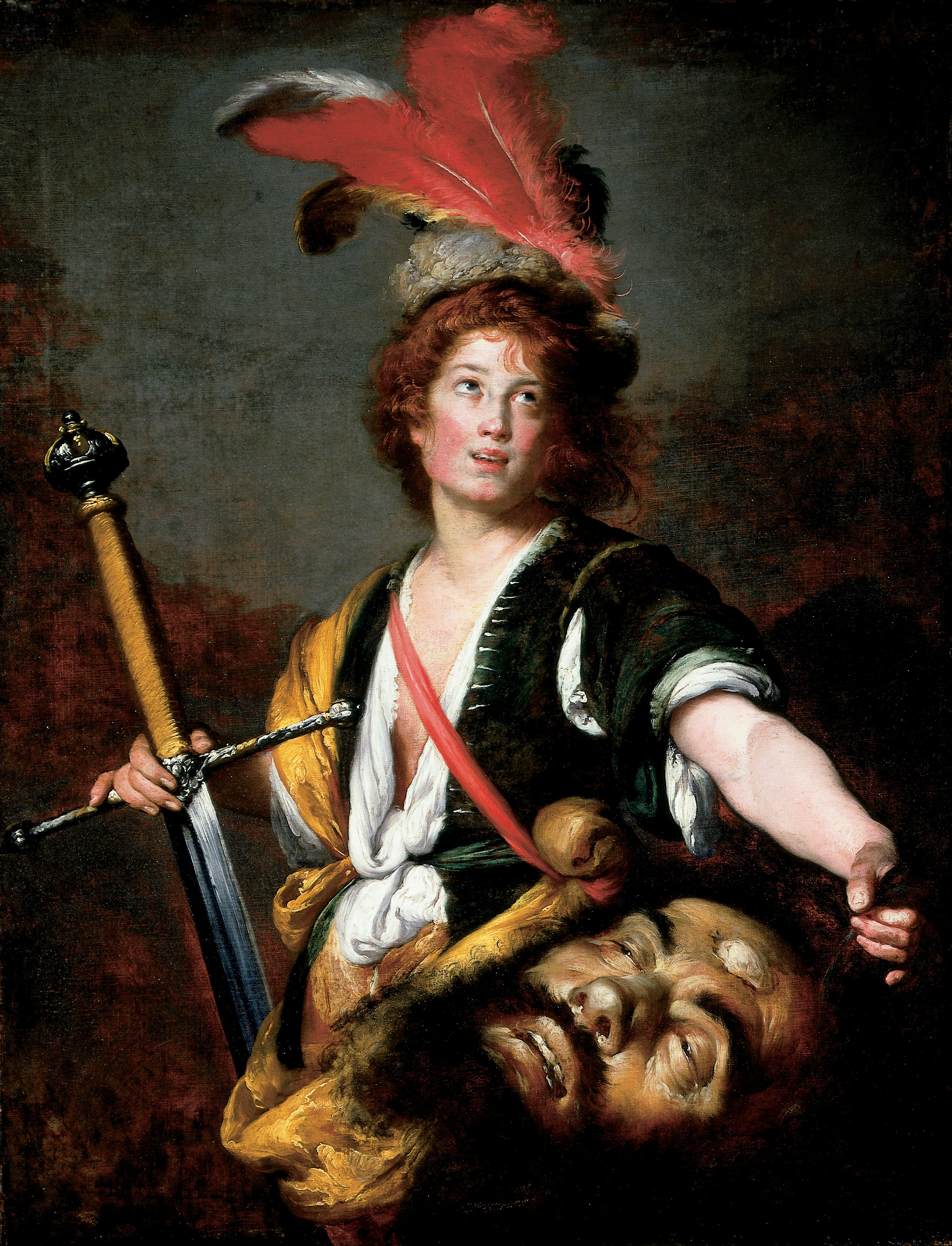
ベルナルド・ストロッツィ David with the head of Goliath (1631-1641)
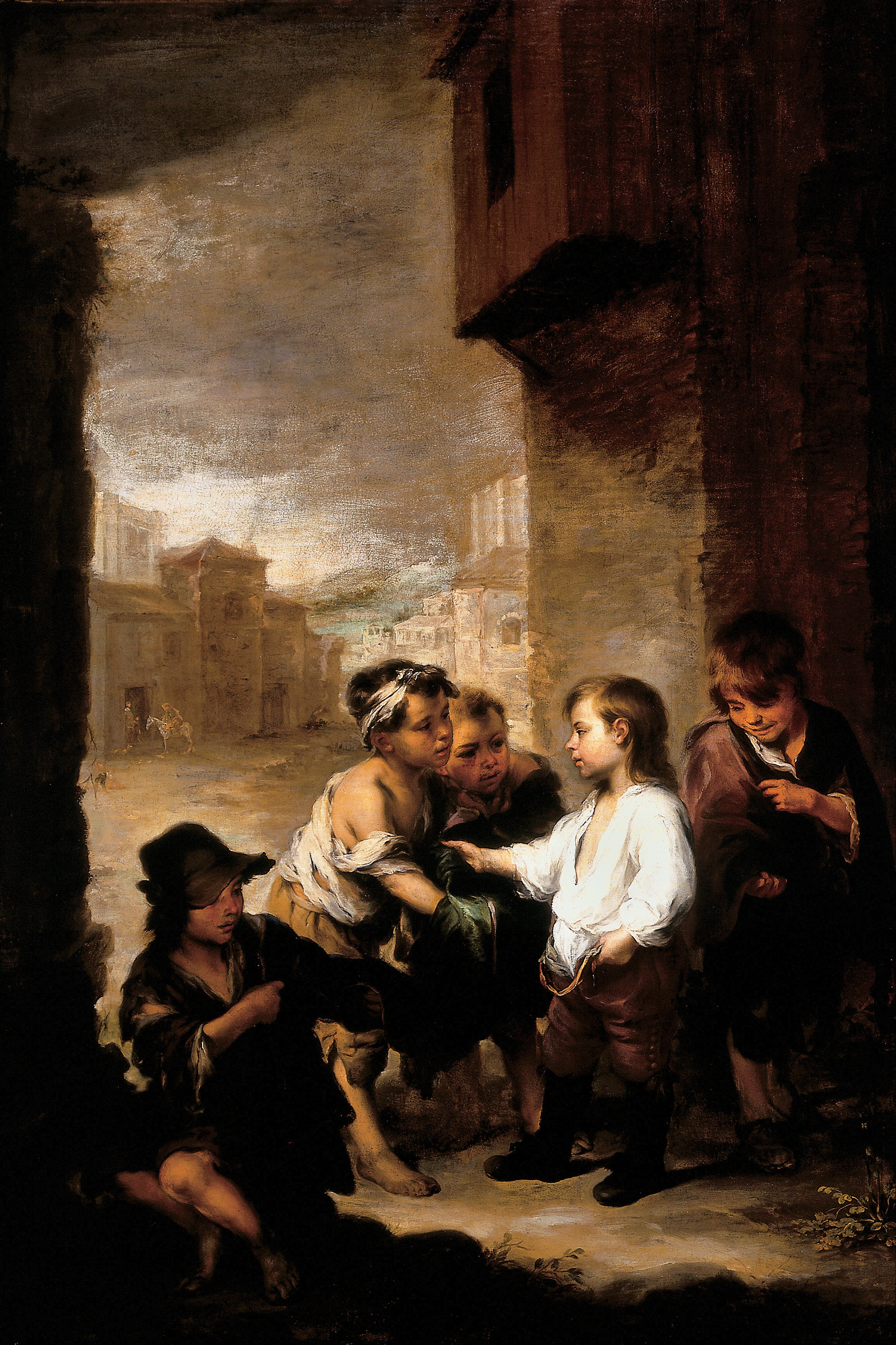
バルトロメ・エステバン・ムリーリョ St. Thomas of Villanueva dividing his clothes among beggar boys (1667頃)
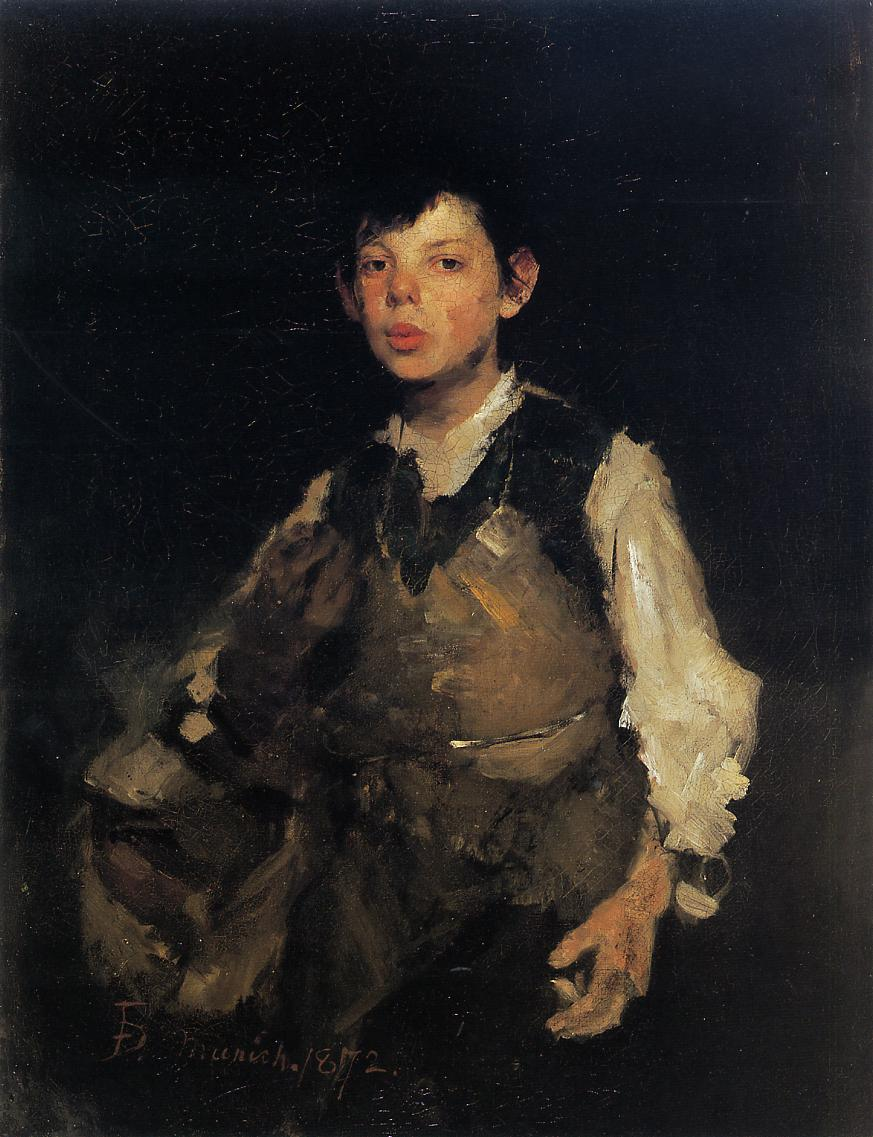
フランク・ドゥフェネク 『口笛を吹く少年』 (1872)
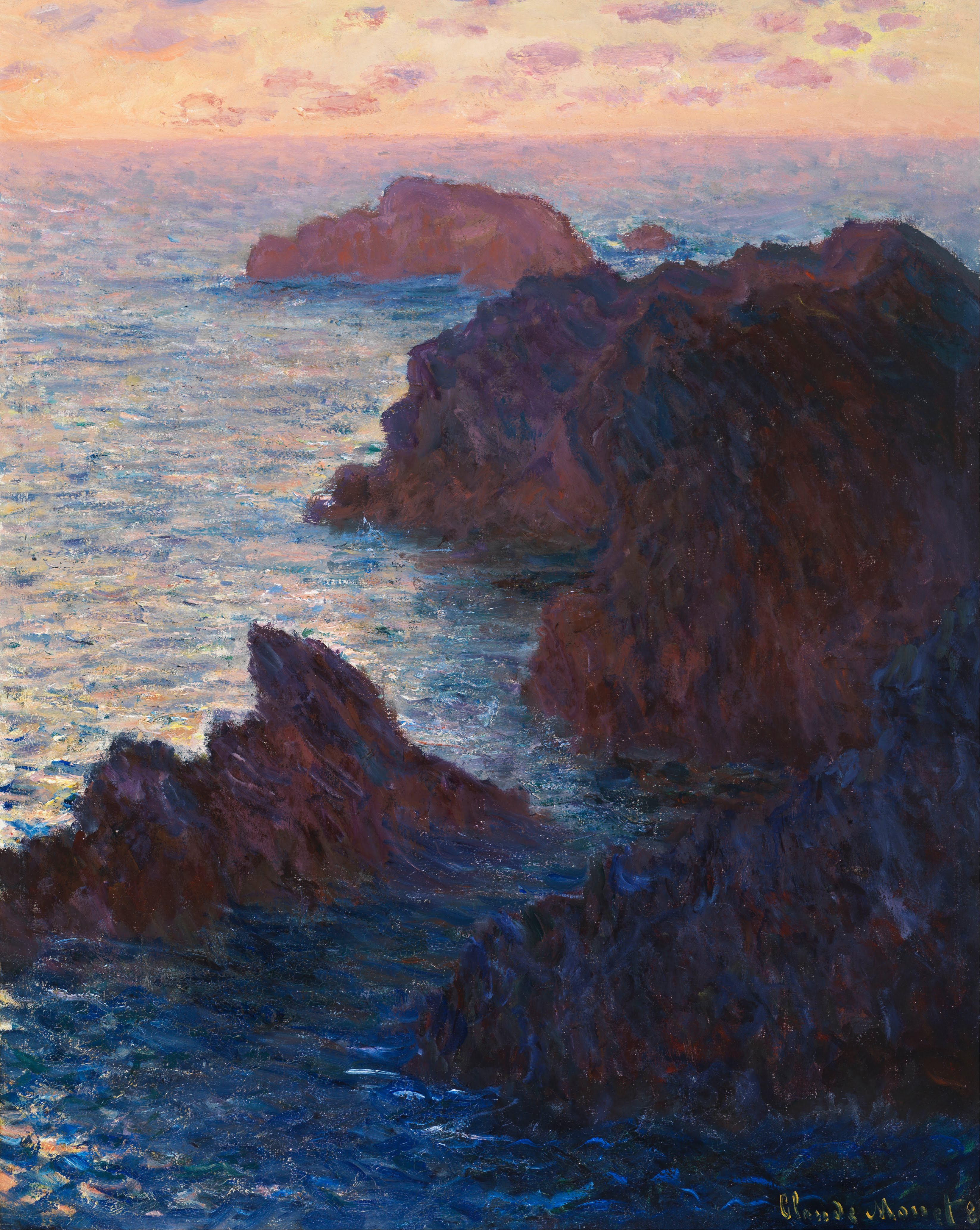
クロード・モネ Rocks at Belle-lle, Port-Domois (1886)
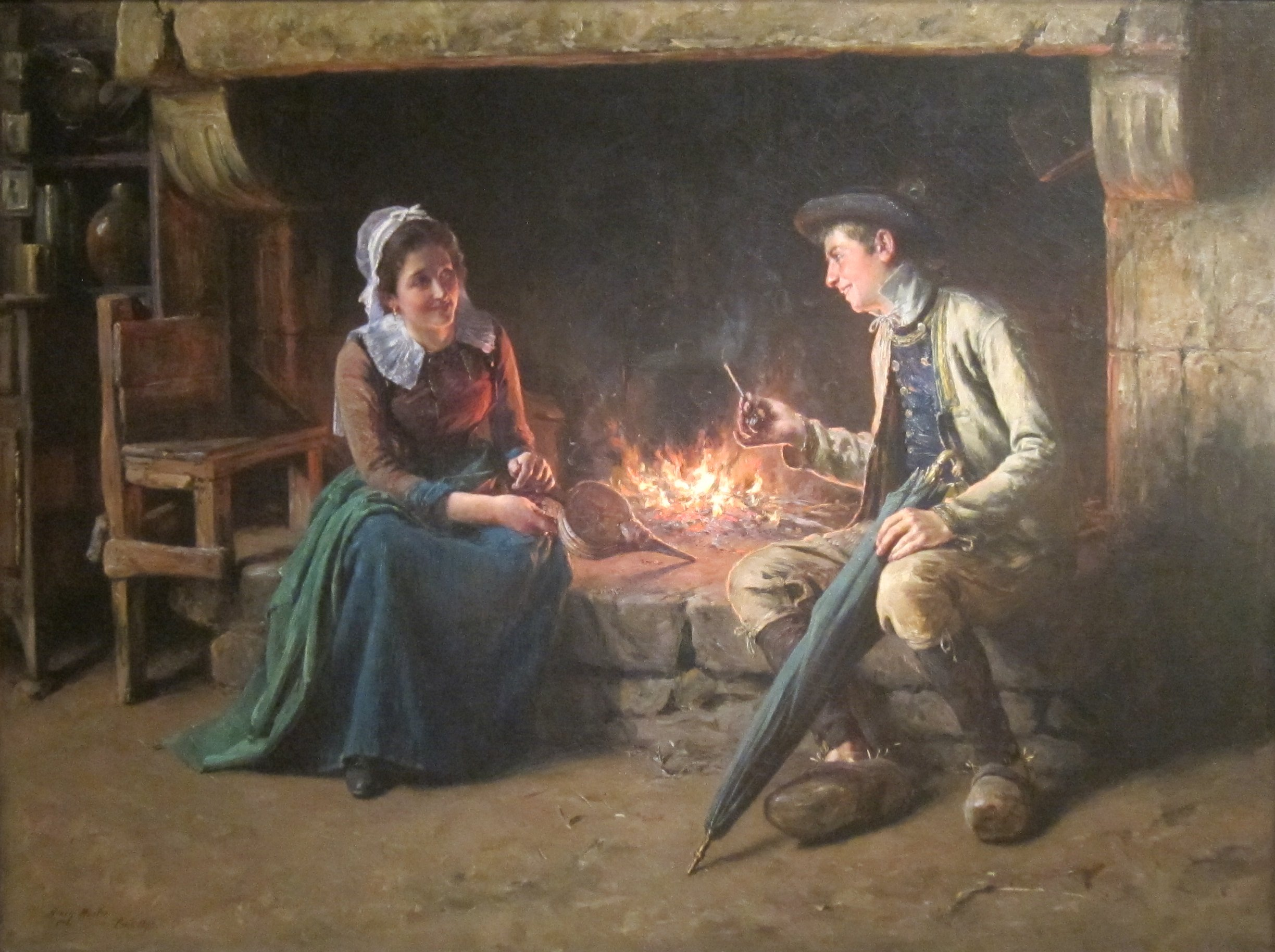
ヘンリー・モスラー Chimney Corner (1893)

### 注
1. ↑  冠はフィランソロピストのメアリーとトーマスのエマーリー夫妻（Mary Emery、Thomas J. Emeryの名前。
2. ↑  作品の例は、「Elizabeth B. Duveneck」